# Gotthilf Heinrich von Schubert

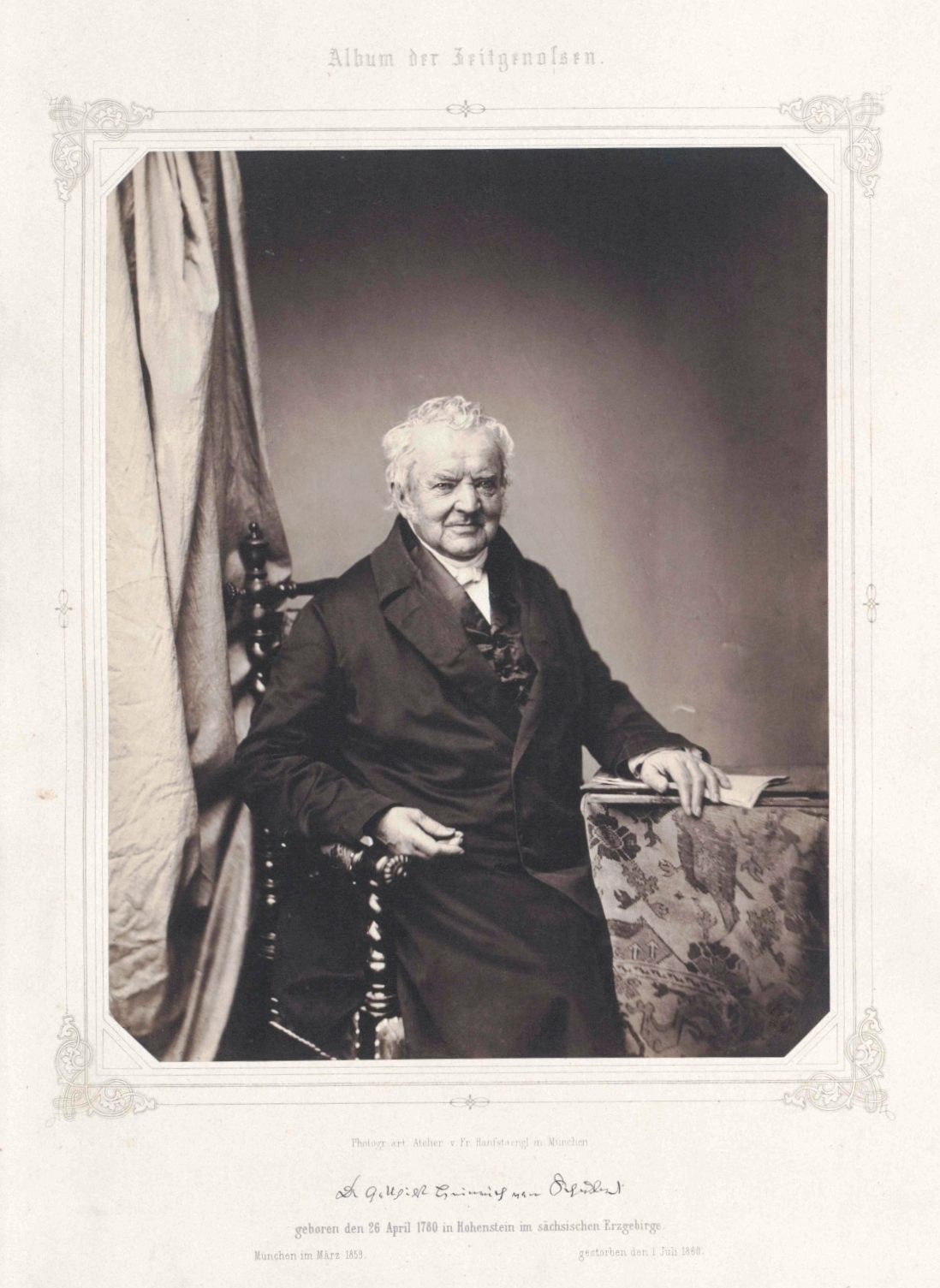
Gotthilf Heinrich von Schubert, Fotografie von Franz Hanfstaengl (1859)

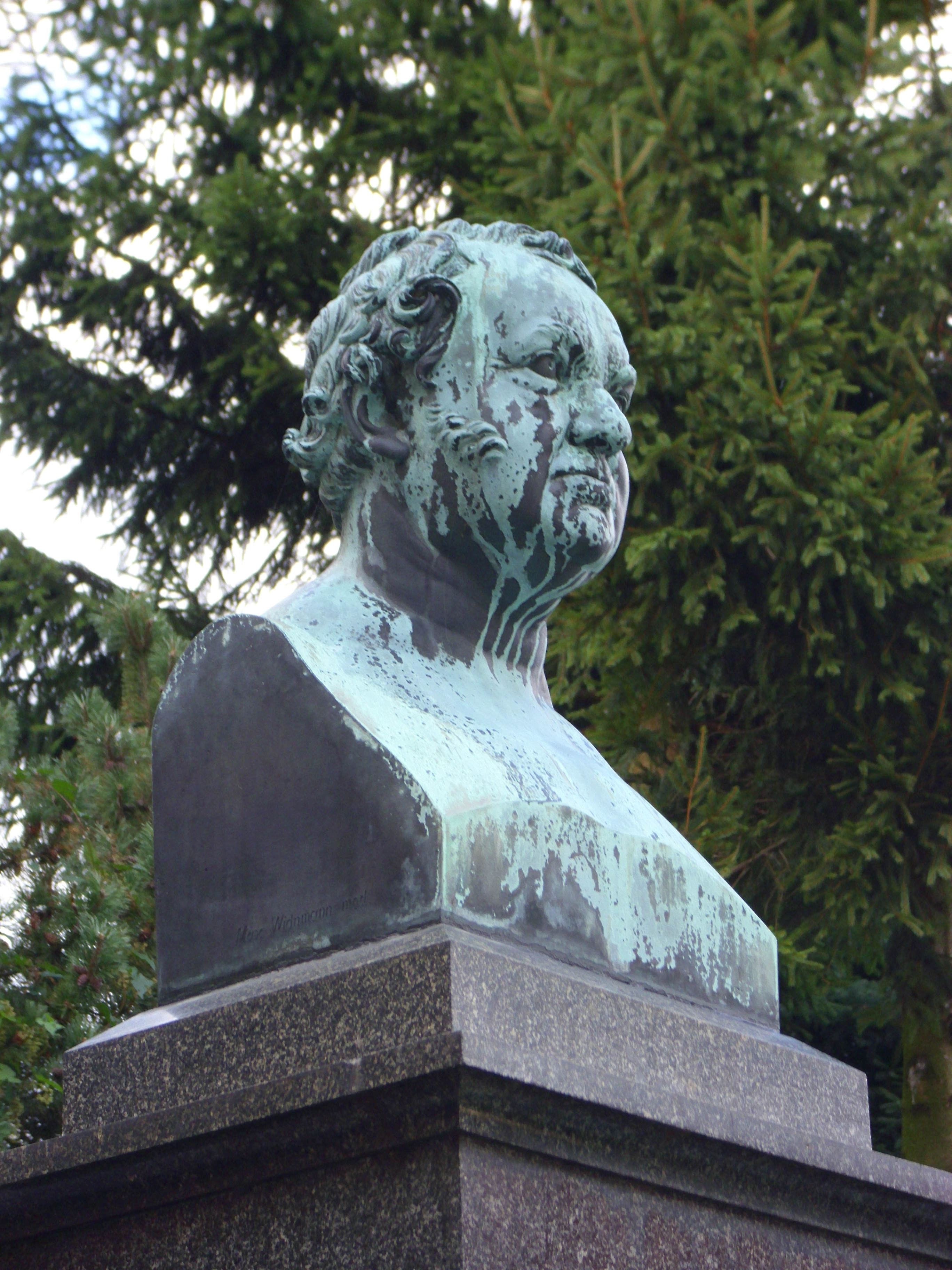
Anlässlich seines hundertjährigen Geburtstages im Jahre 1880 eingeweihte Büste in Hohenstein-Ernstthal

Gotthilf Heinrich Schubert, seit 1833 Ritter von Schubert (* 26. April 1780 in Hohenstein; † 1. Juli 1860 in Laufzorn bei München) war ein deutscher Arzt, Naturforscher, Mystiker und Naturphilosoph der Romantik. Sein offizielles botanisches Autorenkürzel lautet „Schub.“

## Leben
Gotthilf Heinrich Schubert war der Sohn von Christian Gottlob Schubert (1732–1805) und dessen Ehefrau Magdalene Werner (1741–1811). Sein Vater war zunächst Hofmeister des Grafen von Schönburg in Rochsburg, aber ab 1786 dann Pfarrer in Hohenstein. Sein Bruder Adolph († 1792) starb als Soldat.
Er begann zuerst in Leipzig Theologie zu studieren, wechselte aber dann zur Medizin. 1801 ging er zum Medizinstudium nach Jena, wo er im Mai 1803 zum Dr. med. promoviert wurde. Anschließend ließ er sich als praktizierender Arzt in Altenburg nieder. Er gab seine Praxis allerdings auf und widmete sich in Dresden einer freien wissenschaftlichen Tätigkeit. 1809 wurde er Direktor der Realschule in Nürnberg, 1816 Erzieher der Kinder des Großherzogs Friedrich Ludwig zu Mecklenburg in Ludwigslust.
Dort versammelte Schubert um sich einen erweckten Kreis zur Wiederbelebung der christlichen Gesinnung, dem Gutsbesitzer, Intellektuelle und Hofdamen angehörten und hielt Vorträge über Friedrich Schellings Naturphilosophie. Seine Hinwendung zur Erweckungstheologie stieß bei der Landeskirche und beim Großherzog auf Kritik. Der Großherzog verspottete ihn öffentlich als Herrnhuter und Mystiker, und da Schubert es wagte, für die in Ungnade gefallenen Vaterlandskämpfer Ernst Moritz Arndt und Friedrich Ludwig Jahn einzutreten, galt er als Demokrat und Revolutionär. Hier wirkte vor allem die Ablehnung Schuberts durch Goethe: ... der Schubart [sic!], der erbärmliche, mit seinem hübschen Talent, hübschen aperçus, spielt nun mit dem Tode, sucht sein Heil in der Verwesung.
Er hielt vielbeachtete Vorträge über die Nachtseiten der Naturwissenschaft (animalischer Magnetismus, Hellsehen, Träume). 1819 bekam er in Erlangen einen Lehrstuhl für Naturgeschichte. Er las dort u. a. über Botanik, Geognosie, Mineralogie und Forstwissenschaften und wechselte 1827 letztmals seinen Wohnort, da er als Professor für Allgemeine Naturgeschichte nach München berufen wurde, wo er in Lorenz Oken einen erbitterten Gegner fand. Er war Leiter der zoologisch-zootomischen Sammlungen der Akademie (heutige Zoologische Staatssammlung München) und als solcher Nachfolger von Johann Baptist von Spix. Schubert ermöglichte jungen Zoologen (Agassiz, Wagler, Wagner und Perty) das Material von Spix aus Brasilien wissenschaftlich zu bearbeiten. 1836/1837 leitete er eine Expedition nach Palästina, wo zoologisches und botanisches Material gesammelt wurde. Dabei stellte Michael Pius Erdl, der Schubert begleitete, durch umfangreiche Barometermessungen fest, dass das Jordantal abfallend bis zum Toten Meer weit unter dem Niveau des Mittelmeeres liegt.
Gotthilf Schubert starb 1860 im Alter von 80 Jahren in Laufzorn bei München.

## Grabstätte

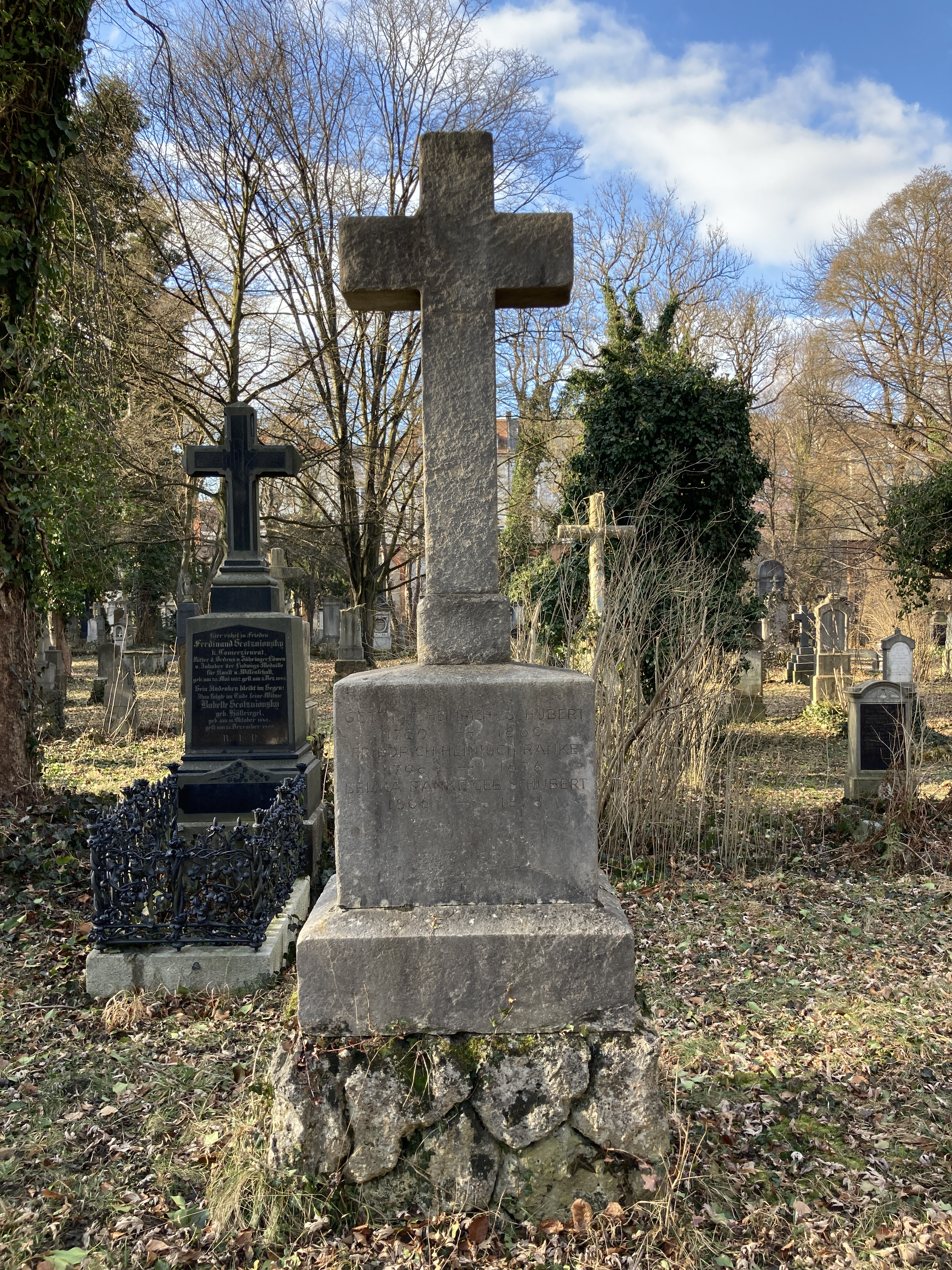
Grab von Gotthilf Schubert auf dem Alten Südlichen Friedhof in München

Die Grabstätte von Gotthilf Schubert befindet sich auf dem Alten Südlichen Friedhof in München (Gräberfeld 33 – Reihe 2 – Platz 24) Standort. In der Grabstätte liegen auch Gotthilf Heinrich Schuberts Tochter Selma Ranke (geb. Schubert, 1806–1878) und sein Schwiegersohn Friedrich Heinrich Ranke (1798–1876).

## Familie
Gotthilf Schubert heiratete 1803 in Bärenwalde (Sachsen) Henriette Martin (1780–1812), eine Tochter des Eisenwarenhändlers Benjamin Martin († v. 1819).
- Die gemeinsame Tochter Selma (1806–1878) heiratete Friedrich Heinrich Ranke (1798–1876), Professor der Dogmatik in Erlangen
- Ferner adoptierte das Paar Adeline Ritter (* 1807), eine Tochter des Naturforscher Johann Wilhelm Ritter (1776–1810); sie heiratete den Professor Georg Benedikt Winer (1789–1858) (bis 1817 Wiener).
- Außerdem gab es noch die Pflegetochter Maria Zeller.

Nach dem Tod seiner ersten Frau heiratete er in Bärenwalde im Jahr 1813 Julie Steuernagel (1788–1880).

## Werk

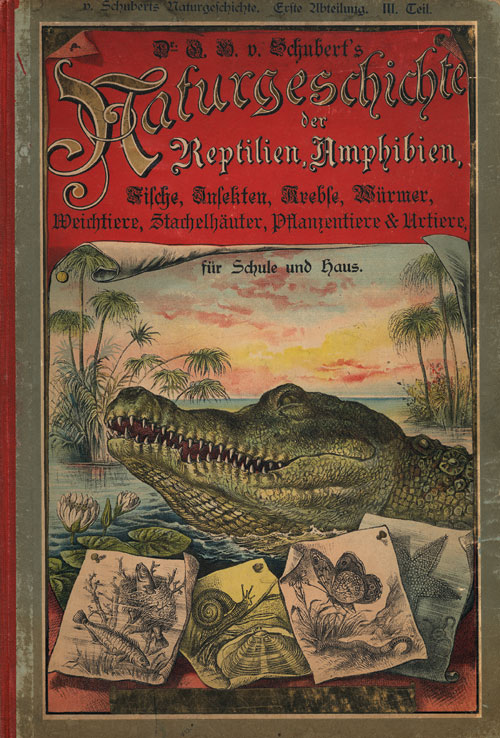
Zum Anschauungs-Unterricht für die Jugend (1890)

Sein Interesse galt einer religiös fundierten Gesamtdeutung des Kosmos. Sein 1814 erschienenes Hauptwerk Die Symbolik des Traumes gehörte zu den einflussreichsten Büchern seiner Zeit, dessen Wirkung über E. T. A. Hoffmann bis zu Sigmund Freud und C. G. Jung reicht. Für Schubert war die Traumsprache eine Abbreviatur- und Hieroglyphensprache, die der Natur des Geistes angemessener sei als die langsame, dabei wenig ausdrucksvolle Wortsprache und nach „geisterhaft“ schnellen Assoziationsgesetzen, nach einer „höheren Art von Algebra“ funktioniere. Damit weise sie eine ähnliche Struktur auf wie die schicksalhafte Assoziation der Lebensereignisse, mit dem Effekt, dass man Künftiges oft vorhersagen könne. Angeregt von den Philosophen der Romantik, erschloss Schubert seinen Schülern im Verweis auf die Spuren Gottes in der Natur und in der menschlichen Seele ein „erweckliches Christentum“ von ökumenischer Weite. Durch seine Synthese von einfachem Bibelglauben und Schellingscher Naturphilosophie wurde er schließlich zu einem erfolgreichen Überwinder der Spätaufklärung. In seinem 1830 erschienenen Werk Die Geschichte der Seele unternahm Schubert einen letzten Versuch, die romantisch-idealistische Natur- und Kulturphilosophie Herders und Schellings einer christlichen Gesamtdeutung zu unterziehen. Bei Schubert fand Richard Wagner die Atmosphäre, Bilder und Ideen vorgezeichnet.
In dem Maler Caspar David Friedrich erkannte Schubert einen Bruder im Geiste. Seine Schrift „Ansichten von der Nachtseite der Naturwissenschaft“ ist nicht nur in Auseinandersetzung mit Friedrichs Kunstauffassung entstanden, sondern auch angeregt durch diese. Als Beispiel für den Wirkungsmechanismus der hieroglyphische[n] Bildersprache und der Traumbildersprache führte Schubert Friedrichs Jahres- und Lebenszeitenzyklus an, um zu erklären, dass die Worte hinter seinem Pinsel weit zurückblieben.

## Auszeichnungen
- 1818: Mitglied der Leopoldina
- 1827: Ordentliches Mitglied der Bayerischen Akademie der Wissenschaften
- 1833: Ritter des Verdienstordens der Bayerischen Krone verbunden mit der Erhebung in den persönlichen Adel, 1853 Komtur
- 1851: Komtur des Verdienstordens vom Heiligen Michael[12]
- 1853: Bayer. Hof- u. Bergrat und Geheimrat
- 1853: Bayerischer Maximiliansorden für Wissenschaft und Kunst
- Komtur des Erlöser-Ordens[13]
- Ritter des Herzoglich Sachsen-Ernestinischer Hausordens[14]

## Schriften (Auswahl)
- Die Kirche und die Götter. Roman. 2 Bände. 1804.
- Neue Untersuchungen über die Verhältnisse der Größen und Excentricitäten der Weltkörper. Dresden 1808.[15]
- Handbuch der Naturkunde. 2 Bände. Schrag, Nürnberg 1813 (Band 1: Handbuch der Mineralogie, Band 2: Handbuch der Geognosie und der Bergkunde; Digitalisat).
- Die Symbolik des Traumes. Kunz, Bamberg 1814 (Ausg. von 1862, Digitalisat und Volltext im Deutschen Textarchiv).
- Ansichten von der Nachtseite der Naturwissenschaft. Arnold, Dresden 1808 (Digitalisat; Digitalisat und Volltext im Deutschen Textarchiv), (Digitalisat)
- Biographieen und Erzählungen. 4 Bände in 3 Teilen. Heyder, Erlangen 1847–1848 (Band 1, Band 2).
- Die Geschichte der Seele. 2 Bände, Cotta, Stuttgart 1830; Nachdruck: Olms, Hildesheim 1961 (Digitalisat der 2. Auflage 1833).
- Spiegel der Natur. Ein Lesebuch zur Belehrung und Unterhaltung. Erlangen, Palm & Enke, 1845.
- Der Erwerb aus einem vergangenen und die Erwartungen von einem zukünftigen Leben. Eine Selbstbiographie. 3 Bände. Palm und Enke, Erlangen 1854–1856.
- Naturgeschichte der Reptilien, Amphibien, Fische, Insekten, Krebstiere, Würmer, Weichtiere, Stachelhäuter, Pflanzentiere und Urtiere. Schreiber, Esslingen/München 1890.
- Unter Gottes Schirm. Konstanz 1903. Neu bearbeitet hrsg. von Roswitha von dem Borne unter dem Titel Stürme, Segel, Südseeinsel. Stuttgart 1988.
- Die Zwillinge u. a. Geschichten. Enßlin & Laiblin, Reutlingen.